# Balzhausen
Balzhausen è un comune tedesco di 1 213 abitanti, situato nel land della Baviera.